# Paul McNamee
Paul McNamee (Melbourne, 12 de Novembro de 1954) é um ex-tenista profissional australiano, que foi número 1 mundial de duplas. Entre os anos de 1979 e 1985 venceu cinco títulos de Grand Slam nas duplas.

## ATP Tour

### Simples (2 títulos)
| Posição | N. | Data | Campeonato          | Piso    | Oponente        | Placar                  |
| ------- | -- | ---- | ------------------- | ------- | --------------- | ----------------------- |
| Campeão | 1. | 1980 | Palm Harbor, EUA    | Duro    | Stan Smith      | 6–4, 6–3                |
| Vice    | 1. | 1980 | Palermo, Itália     | Saibro  | Guillermo Vilas | 4–6, 0–6, 0–6           |
| Campeão | 2. | 1982 | Baltimore WCT, EUA  | Carpete | Guillermo Vilas | 4–6, 7–5, 7–5, 2–6, 6–3 |
| Vice    | 2. | 1983 | Houston WCT, EUA    | Saibro  | Ivan Lendl      | 2–6, 0–6, 3–6           |
| Vice    | 3. | 1983 | Brisbane, Austrália | Carpete | Pat Cash        | 6–4, 4–6, 3–6           |
| Vice    | 4. | 1986 | Nice, França        | Saibro  | Emilio Sánchez  | 1–6, 3–6                |
| Vice    | 5. | 1986 | St. Vincent, Itália | Saibro  | Simone Colombo  | 6–2, 3–6, 6–7           |

### Duplas (23 títulos)
| Posição | N.  | Data | Torneio                         | Piso     | Parceiro         | Oponentes                        | Placar                  |
| ------- | --- | ---- | ------------------------------- | -------- | ---------------- | -------------------------------- | ----------------------- |
| Vice    | 1.  | 1977 | Santiago, Chile                 | Saibro   | Henry Bunis      | Patricio Cornejo Jaime Fillol    | 7–5, 1–6, 1–6           |
| Campeão | 1.  | 1979 | Nice, França                    | Saibro   | Peter McNamara   | Pavel Složil Tomáš Šmíd          | 6–1, 3–6, 6–2           |
| Campeão | 2.  | 1979 | Cairo, Egito                    | Saibro   | Peter McNamara   | Anand Amritraj Vijay Amritraj    | 7–5, 6–4                |
| Campeão | 3.  | 1979 | Palermo, Itália                 | Saibro   | Peter McNamara   | Ismail El Shafei John Feaver     | 7–5, 7–6                |
| Campeão | 4.  | 1979 | Sydney Outdoor, Austrália       | Grama    | Peter McNamara   | Steve Docherty John Chris Lewis  | 7–6, 6–3                |
| Campeão | 5.  | 1979 | Australian Open, Melbourne      | Grama    | Peter McNamara   | Cliff Letcher Paul Kronk         | 7–6, 6–2                |
| Campeão | 6.  | 1980 | Palm Harbor, EUA                | Duro     | Paul Kronk       | Steve Docherty John James        | 6–4, 7–5                |
| Campeão | 7.  | 1980 | Houston, EUA                    | Saibro   | Peter McNamara   | Marty Riessen Sherwood Stewart   | 6–4, 6–4                |
| Vice    | 2.  | 1980 | Forest Hills WCT, EUA           | Saibro   | Peter McNamara   | Peter Fleming John McEnroe       | 2–6, 7–5, 2–6           |
| Vice    | 3.  | 1980 | London/Queen's Club, Inglaterra | Grama    | Sherwood Stewart | Rod Frawley Geoff Masters        | 2–6, 6–4, 9–11          |
| Campeão | 8.  | 1980 | Wimbledon, Londres              | Grama    | Peter McNamara   | Robert Lutz Stan Smith           | 7–6, 6–3, 6–7, 6–4      |
| Campeão | 9.  | 1980 | Estocolmo, Suécia               | Carpete  | Heinz Günthardt  | Robert Lutz Stan Smith           | 6–7, 6–3, 6–2           |
| Vice    | 4.  | 1980 | Bologna, Itália                 | Carpete  | Steve Denton     | Balázs Taróczy Butch Walts       | 6–2, 3–6, 0–6           |
| Vice    | 5.  | 1980 | Johannesburg, África do Sul     | Duro     | Heinz Günthardt  | Robert Lutz Stan Smith           | 7–6, 3–6, 4–6           |
| Campeão | 10. | 1980 | Sydney Outdoor, Austrália       | Grama    | Peter McNamara   | Vitas Gerulaitis Brian Gottfried | 6–2, 6–4                |
| Vice    | 6.  | 1980 | Australian Open, Melbourne      | Grama    | Peter McNamara   | Mark Edmondson Kim Warwick       | 5–7, 4–6                |
| Campeão | 11. | 1981 | Masters Doubles WCT, Londres    | Carpete  | Peter McNamara   | Victor Amaya Hank Pfister        | 6–3, 2–6, 3–6, 6–3, 6–2 |
| Vice    | 7.  | 1981 | Hamburgo, Alemanha              | Clay     | Peter McNamara   | Hans Gildemeister Andrés Gómez   | 4–6, 6–3, 4–6           |
| Campeão | 12. | 1981 | Stuttgart Outdoor, Alemanha     | Saibro   | Peter McNamara   | Mark Edmondson Mike Estep        | 2–6, 6–4, 7–6           |
| Campeão | 13. | 1981 | Sydney Outdoor, Austrália       | Grama    | Peter McNamara   | Hank Pfister John Sadri          | 6–7, 7–6, 7–6           |
| Vice    | 8.  | 1982 | Nice, França                    | Saibro   | Balázs Taróczy   | Henri Leconte Yannick Noah       | 7–5, 4–6, 3–6           |
| Campeão | 14. | 1982 | Monte Carlo, Mônaco             | Saibro   | Peter McNamara   | Mark Edmondson Sherwood Stewart  | 6–7, 7–6, 6–3           |
| Campeão | 15. | 1982 | Bournemouth, Inglaterra         | Saibro   | Buster Mottram   | Henri Leconte Ilie Năstase       | 3–6, 7–6, 6–3           |
| Campeão | 16. | 1982 | Wimbledon, Londres              | Grama    | Peter McNamara   | Peter Fleming John McEnroe       | 6–3, 6–2                |
| Campeão | 17. | 1983 | Memphis, EUA                    | Carpete  | Peter McNamara   | Tim Gullikson Tom Gullikson      | 6–3, 5–7, 6–4           |
| Campeão | 18. | 1983 | London/Queen's Club, Inglaterra | Grama    | Brian Gottfried  | Kevin Curren Steve Denton        | 6–4, 6–3                |
| Vice    | 9.  | 1983 | Washington, D.C., EUA           | Saibro   | Ferdi Taygan     | Mark Dickson Cássio Motta        | 2–6, 6–1, 4–6           |
| Campeão | 19. | 1983 | Brisbane, Austrália             | Carpete  | Pat Cash         | Mark Edmondson Kim Warwick       | 7–6, 7–6                |
| Campeão | 20. | 1983 | Australian Open, Melbourne      | Grama    | Mark Edmondson   | Steve Denton Sherwood Stewart    | 6–3, 7–6                |
| Campeão | 21. | 1984 | Houston, EUA                    | Saibro   | Pat Cash         | David Dowlen Nduka Odizor        | 7–5, 4–6, 6–3           |
| Campeão | 22. | 1984 | Aix-en-Provence, França         | Saibro   | Pat Cash         | Chris Lewis Wally Masur          | 4–6, 6–3, 6–4           |
| Campeão | 23. | 1984 | London/Queen's Club, Inglaterra | Grama    | Pat Cash         | Bernard Mitton Butch Walts       | 6–4, 6–3                |
| Vice    | 10. | 1984 | Wimbledon, Londres              | Grama    | Pat Cash         | Peter Fleming John McEnroe       | 2–6, 7–5, 2–6, 6–3, 3–6 |
| Vice    | 11. | 1984 | Hong Kong                       | Duro     | Mark Edmondson   | Ken Flach Robert Seguso          | 7–6, 3–6, 5–7           |
| Vice    | 12. | 1985 | Rotterdã, Holanda               | Carpete  | Vitas Gerulaitis | Pavel Složil Tomáš Šmíd          | 4–6, 4–6                |
| Vice    | 13. | 1985 | Boston, EUA                     | Saibro   | Peter McNamara   | Libor Pimek Slobodan Živojinović | 6–2, 4–6, 6–7           |
| Vice    | 14. | 1986 | Fort Myers, EUA                 | Duro     | Peter Doohan     | Andrés Gómez Ivan Lendl          | 5–7, 4–6                |
| Vice    | 15. | 1986 | Sydney Indoor, Austrália        | Duro (i) | Peter McNamara   | Boris Becker John Fitzgerald     | 4–6, 6–7                |